# Pablo Barrientos
Pablo Barrientos (Comodoro Rivadavia, Chubut, Argentina; 17 de enero de 1985) es un exfutbolista argentino. Jugaba como mediocampista.

## Biografía

### Comienzos en San Lorenzo de Almagro
Si bien nació en Darregueira, el pitu se crio y creció en Comodoro Rivadavia, que le permitió comenzar su carrera futbolística en Jorge Newbery, para luego pasar a la CAI. Rápidamente logró ser transferido a San Lorenzo, donde debutó el 30 de septiembre del 2003 frente a Estudiantes de La Plata de la mano del Director Técnico Néstor Raúl Gorosito. Allí jugó hasta el año 2006 ya que tuvo que ser transferido al FC Moscú en 3.250.000 dólares.

### Ida al FC Moscú
En Rusia, Barrientos, logró afianzarse como titular recién un año después y logró jugar la final de la Copa de Rusia, en donde su equipo perdió 1-0 ante el Lokomotiv.

### Vuelta a San Lorenzo y venta al Catania
En junio de 2008 retornó a préstamo por $500.000 a San Lorenzo por un año. Allí fue la principal figura del equipo que finalizó en el primer puesto del Torneo Apertura 2008 (pero perdió el título en un triangular final) logrando ser convocado por el entonces técnico del seleccionado argentino, Alfio Basile, para disputar dos encuentros correspondientes a las Eliminatorias Sudamericanas para la Copa del Mundo del año 2010.
En el mes de febrero de 2009 sufrió una rotura de ligamentos cruzados en la tercera fecha del campeonato Clausura frente a Estudiantes dando fin a su participación en dicho torneo, en la Copa Libertadores y cerrando su segundo ciclo en la institución de Boedo. 
En 2009, el FC Moscú vendió a Barrientos al Catania a cambio de 4.000.000 de euros.
Durante esta primera etapa en el club italiano, prácticamente no fue tenido en cuenta, solo llegó a disputar 6 partidos de los cuales en 4 entró desde el banco de suplentes, para luego ser cedido a Estudiantes de La Plata. Marcó 3 goles.

### Breve paso por Estudiantes de La Plata
tuvo un fugaz paso por Estudiantes de La Plata, cuyo debut se produjo el 13 de enero de 2011, en un amistoso contra Racing club de Avellaneda donde marcó un gol y tuvo una actuación increíble junto a Leandro Benítez.
LLegó al club platense por 6 meses, para disputar principalmente la Copa Libertadores 2011, en la cual tuvo una buena actuación. En julio de ese año retorno a Italia.

### Catania

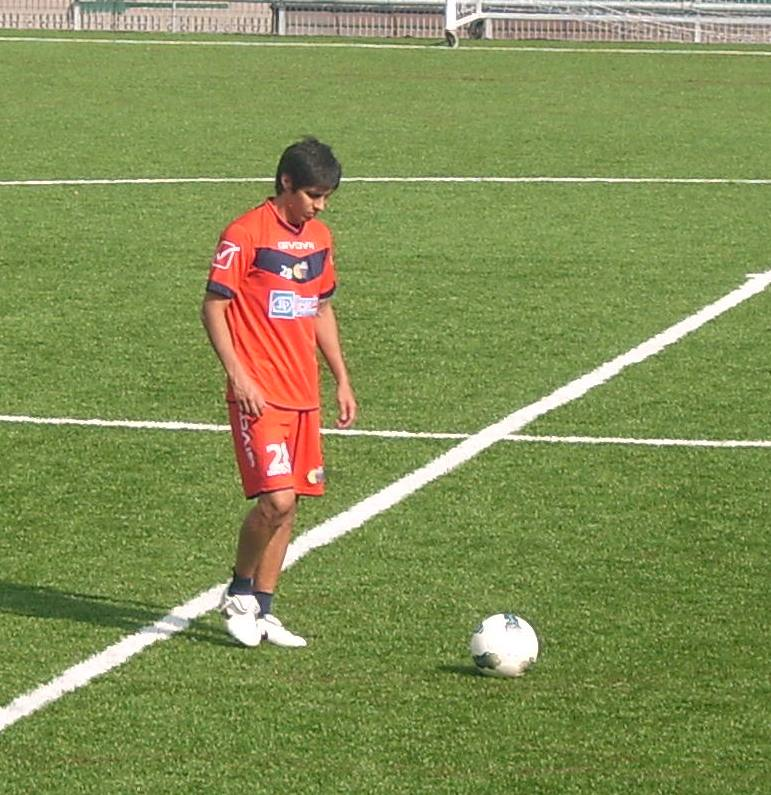
Barrientos entrenando para el Catania en el 2011.

Barrientos regresó en julio de 2011 al Catania, y en el poco tiempo en el club, se había convertido en un componente clave para el equipo bajo el mando del entrenador que en ese momento era Vincenzo Montella.
Durante la campaña 2012-13 de la Serie A, Barrientos fue una parte clave del primer equipo de Rolando Maran, en donde anotó 5 goles en 27 partidos de liga, además de haber sido una de las figuras del equipo en esa temporada.
Formó parte de una fuerza de ataque totalmente argentina junto a Gonzalo Bergessio, Alejandro Gómez, y Lucas Castro entre otros más, con la que logró llevar al i Rossazzurri a los puestos de competencia europea.
Para la temporada 2013-2014, el catania tuvo un pésimo desempeño en la Serie A, por lo que termina perdiendo la categoría y tanto Pablo como Gonzalo Bergessio decidieron dejar el club una vez descendido este, para seguir en equipos que se encuentren en la máxima categoría.
En su segundo paso por el Catania, disputó 62 partidos y marcó 12 goles.

### Tercer paso por San Lorenzo
A mediados del 2014, y al descender de categoría con el Catania, este lo vende a su club de origen, San Lorenzo de Almagro por 1.800.000 de dólares. Se compró el 100% del pase, con un contrato por 3 años. Llega para afrontar la semifinal de la Copa Libertadores de América y el torneo de Transición 2014. Convierte su segundo gol ante el Auckland City por el Mundial de Clubes de la FIFA. El año 2015 no fue su mejor año dentro del club, ya que tuvo varios altibajos, sin embargo convirtió un gol espectacular ante su exequipo, Estudiantes en el que su disparo desde la mitad de cancha se incrustó en el ángulo superior izquierdo del arquero pincharrata. 
En el 2016, el club gana la Supercopa Argentina contra Boca ganando por 4 a 0, Barrientos marcaría 2 goles y daría una asistencia para que el conjunto de Boedo se quede con el torneo.

### Toluca
El 28 de julio de 2016, es fichado por el Deportivo Toluca de México. Ese mismo día rescinde su contrato con el equipo argentino dueño de su pase, debido a que el club le debía 1.500.000 US$ y para cancelar la deuda, el club, decide concederle la rescisión de contrato para que Barrientos pueda así, encontrar la titularidad que no pudo conseguir en sus dos años en San Lorenzo. El Pitu formó parte importante del líder general y subcampeón Toluca, se lesiona en la final de ida cuando el Toluca le iba ganando a Santos 1-0 y después del este el equipo se viene abajo, terminan perdiendo 2-1. En la final de vuelta arriesga y siente el tirón y no puede continuar el partido, Toluca termina perdiendo ese partido en parte gracias a que el Pitu era pieza importante del equipo. Para mediados del 2019 sale del equipo.

### Retiro
El 19 de febrero de 2021 anunció su retiro del fútbol, jugando en su ciudad natal para el Club Jorge Newbery, equipo que milita el Federal B
En la actualidad es presidente de Jorge Newbery, equipo de su ciudad natal.

## Selección nacional
El 29 de diciembre de 2004 Barrientos debuta en la Selección Argentina, con tan solo 19 años, en un amistoso frente a un combinado de Cataluña y juega 8 minutos.
En el 2005 Pablo Barrientos juega con la Selección Argentina el Campeonato Sudamericano Sub-20, junto con varios jóvenes talentos de San Lorenzo tales como Ezequiel Lavezzi y Pablo Zabaleta, consiguiendo la clasificación para la Copa Mundial de Fútbol Juvenil de 2005. Sin embargo Barrientos no fue convocado para dicho Mundial Juvenil, como tampoco lo fue la mayoría de los jugadores de San Lorenzo que consiguieron la clasificación en el Sudamericano.
En el mes de octubre del año 2008 es convocado por el técnico Alfio Basile para disputar dos encuentros de las Eliminatorias Sudamericanas.

## Clubes
| Club                | País                | Temporada           | Partidos | Goles |
| ------------------- | ------------------- | ------------------- | -------- | ----- |
| San Lorenzo         | Argentina           | 2003 - 2006         | 72       | 7     |
| F. C. Moscú         | Rusia               | 2006 - 2008         | 42       | 10    |
| San Lorenzo         | Argentina           | 2008 - 2009         | 18       | 8     |
| Catania             | Italia              | 2009 - 2010         | 4        | 0     |
| Estudiantes         | Argentina           | 2011                | 19       | 2     |
| Catania             | Italia              | 2011 - 2014         | 62       | 12    |
| San Lorenzo         | Argentina           | 2014 - 2016         | 48       | 6     |
| Deportivo Toluca    | México              | 2016 - 2019         | 88       | 14    |
| Nacional            | Uruguay             | 2019 - 2020         | 12       | 0     |
| Total de su carrera | Total de su carrera | Total de su carrera | 352      | 59    |

## Palmarés

### Campeonatos nacionales
| Título              | Club        | País      | Año  |
| ------------------- | ----------- | --------- | ---- |
| Supercopa Argentina | San Lorenzo | Argentina | 2015 |
| Torneo Clausura     | Nacional    | Uruguay   | 2019 |
| Campeonato Uruguayo | Nacional    | Uruguay   | 2019 |

### Campeonatos internacionales
| Título            | Club        | Sede         | Año  |
| ----------------- | ----------- | ------------ | ---- |
| Copa Libertadores | San Lorenzo | Buenos Aires | 2014 |

### Distinciones individuales
| Distinción                                          | Año  |
| --------------------------------------------------- | ---- |
| Mejor jugador de la semifinal del Mundial de Clubes | 2014 |
| Goleador de la Supercopa Argentina                  | 2016 |